# 蘇乾
蘇乾（1478年—？），字體健，直隸隆慶州（今北京市延慶區）民籍，順天府昌平縣人，明朝政治人物。

## 生平
弘治十四年（1501年）辛酉科順天府鄉試第四十六名舉人。弘治十五年（1502年）中式壬戌科會試第二百七十六名，二甲第四名進士。歷官刑部署郎中，正德七年（1512年）十月升陕西布政司右参议。

## 家族
曾祖蘇義；祖父蘇榮，經歷；父蘇明，貢士。母丁氏；繼母張氏。重庆下。